# Perles (Frankrijk)
Perles is een plaats en voormalige gemeente in het Franse departement Aisne in de regio Hauts-de-France en telt 81 inwoners (2009.
De gemeente is op 1 januari 2016 opgeheven en opgegaan in de huidige gemeente Les Septvallons. Deze gemeente maakt deel uit van het arrondissement Soissons.

## Geografie
De oppervlakte van Perles bedraagt 3,7 km², de bevolkingsdichtheid is dus 21,9 inwoners per km².
De onderstaande kaart toont de ligging van Perles (Frankrijk) met de belangrijkste infrastructuur en aangrenzende gemeenten.

## Demografie
Onderstaande figuur toont het verloop van het inwonertal (bron: INSEE-tellingen).
Vanwege een beveiligingsprobleem met de MediaWiki Graph-software is het momenteel niet mogelijk deze grafiek weer te geven. Zodra de software is bijgewerkt zal de grafiek vanzelf weer zichtbaar worden.